# Stadion der Weltjugend
Le Stadion der Weltjugend (stade de la jeunesse mondiale) était un stade à multi-usages situé dans le quartier Mitte de Berlin en Allemagne. Inauguré pour le premier festival Deutschlandtreffen de la jeunesse libre allemande, le 20 mai 1950 sous le nom de Walter-Ulbricht Stadion, le stade avait une capacité d'accueil de 70 000 spectateurs. Il était le plus grand stade d'athlétisme et de football de RDA. En 1992, il est démoli dans le cadre des travaux liés à la candidature de Berlin aux Jeux olympiques d'été de 2000.

## Situation
Le stade était situé dans la partie ouest du quartier Mitte. Il comportait en plus du stade plusieurs terrains de football, des courts de tennis ainsi que des installations pour l'athlétisme sur une surface de 131 000 m². C'est le complexe sportif le plus grand de Berlin-Est.

## Histoire
Le site sert dès le début du XIXe siècle comme lieu de revues et de défilés  militaires puis au milieu du siècle, une caserne des fusiliers est construite. Après la Première Guerre mondiale, la police de Berlin reprend le site et édifie en 1929 le stade de la police. Celui-ci est détruit pendant les bombardements de la Seconde Guerre mondiale.

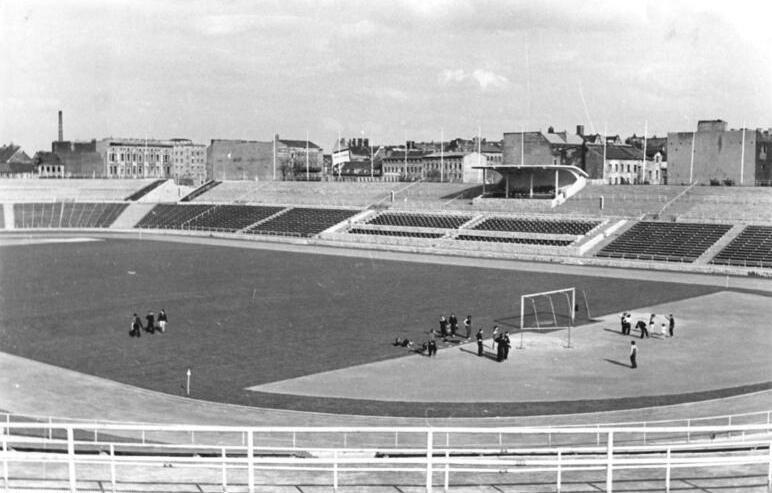
Le stade en 1951.

Après le déblaiement des gravats par les femmes des ruines, les architectes Reinhard Lingner et Selman Selmanagic construisent un nouveau stade en 1950 pour le premier festival Deutschlandtreffen de la jeunesse libre allemande. Après 120 jours de construction, le stade est inauguré, le 20 mai 1950, par le secrétaire général du comité central du SED, Walter Ulbricht. Nommé Walter-Ulbricht-Stadion, le stade est également surnommé par les Berlinois la Zickenwiese.

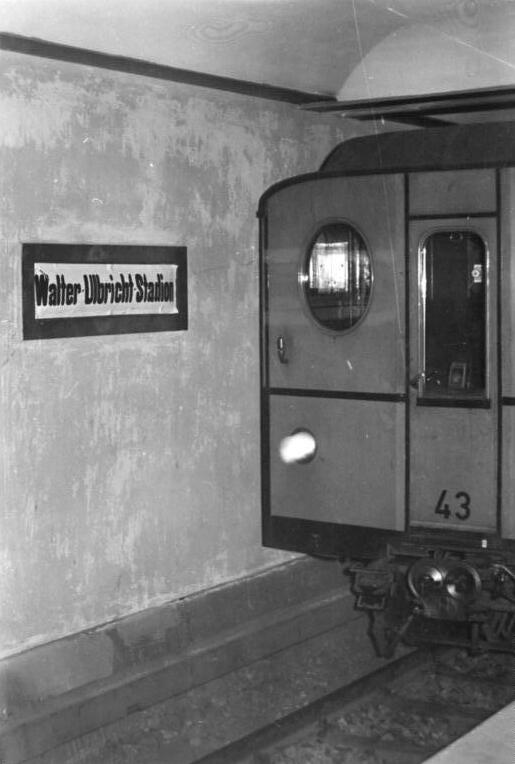
La station de métro fantôme Walter-Ulbricht-Stadion.

Un an plus tard, les architectes aménagent le stade pour l'accueil du 3e festival mondial de la jeunesse et des étudiants en utilisant une partie des ruines du Château de Berlin. Lors de l'insurrection de juin 1953, le stade est considéré comme un des symboles du gouvernement et les manifestants endommagent ou détruisent le lettrage et emblèmes du stade ainsi que les bancs, les murs et les vitres.
Pour le 10e festival mondial de la jeunesse de 1973, l'installation sportive est reconstruite à nouveau par Jörg Piesel et Rolf Tümmler. La capacité du stade est réduite à 50 000 places dont 20 000 assises. Le stade est également rebaptisé après le renvoi de Walter Ulbricht en Stadion der Weltjugend (stade mondial de la Jeunesse). Le nom de Walter Ulbricht est effacé de l'historiographie de la RDA par Erich Honecker.  Ulbricht meurt pendant la période des jeux, après avoir été victime un eu plus tôt d'un accident vasculaire cérébral. Curieusement, le changement de nom du stade, n'a pas eu d'influence sur le nom associé de la station de métro toute proche car celle-ci n'était visible que pour la population de Berlin-Ouest. Cette station (aujourd'hui la station U-Bahn Schwartzkopffstraße) était l'une des nombreuses stations fantômes existantes après la construction du mur. Le métro de Berlin-Ouest (dans ce cas, la ligne 6 du métro) passait à travers, mais aucun arrêt n'était autorisé.
En milieu d'année 1992, les travaux de démolition du stade commencent. Il doit faire place dans l'optique de la candidature de Berlin aux Jeux olympiques d'été de 2000 à un stade de 15 000 places. Le coût de la démolition, il y a plus de 27 000 mètres cubes de débris à enlever, est alors fixé à 32 millions de marks. Lorsque Sydney obtient les jeux, l'arène prévu n'est pas construite et le site reste depuis 1993 en friche. Le site est alors utilisé comme terrain de golf, de beach volley où comme parcours de  vélo tout-terrain. En octobre 2006, le Service fédéral de renseignement commence la construction de son nouveau siège sur le site, qui est inauguré le 8 février 2018.

## Utilisation

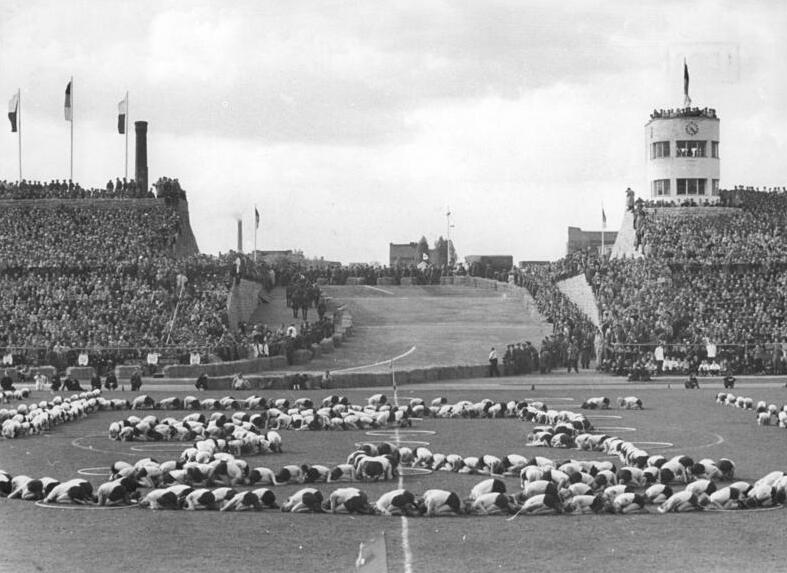
Le stade accueille en 1955 la Course de la Paix.

Le stade est utilisé comme un lieu pour diverses compétitions sportives, des événements politiques majeurs ou des matchs de football. En 1950 il accueille la finale de la Coupe de RDA de football puis en 1952, il est le point de départ de la Course de la Paix. 
Entre 1975 et 1989,il accueille régulièrement les jeux de la jeunesse mondiale. Il est également utilisé par Équipe d'Allemagne de l'Est de football pour 13 matches officiels internationaux. Le match amical officieux entre l'équipe nationale est-allemande et le club soviétique du Dynamo Moscou pour l'ouverture du Festival de la jeunesse mondiale, le 5 août 1951 enregistre le record de public dans le stade avec 70 000 spectateurs.
Jusqu'en 1961, l'enceinte accueille les matchs à domicile du SC Dynamo Berlin en championnat de RDA de football. L'ASK Vorwärts, domicilié à Berlin jusqu'en 1971 dispute également quelques matchs de la Coupe des clubs champions européens dans le stade. En 1959, 65 000 spectateurs assistent ainsi à la rencontre face au Wolverhampton Wanderers. À partir de 1976, tous les derbys berlinois entre le Dynamo et son rival le 1. FC Union Berlin ont lieu dans le stade. Le FC Union a également disputé certains de ses matchs à domicile dans le stade en raison de travaux à l'An der Alten Försterei.
Le stade a également été l'occasion de quelques duels allemands est-ouest. Le 25 décembre 1951 se dispute le premier des deux soi-disant « duels de la réconciliation ». La sélection de Berlin Est l'emporte 3-2 devant celle de Berlin-Ouest devant 55 000 spectateurs. Le match retour a lieu le 26 décembre 1954 au Poststadion dans Berlin-Ouest (3-3).
En 1955, une rencontre oppose une sélection de toute la ville de Berlin à une équipe de Prague devant 70 000 (1-0).
Le 16 septembre 1959, l'équipe nationale d'Allemagne de l'Est rencontre une sélection amateur d'Allemagne de l'Ouest. Cette rencontre est rendue nécessaire car le Comité international olympique ne souhaite envoyer aux jeux olympiques qu'une sélection pour les deux Allemagne. Le premier match a lieu au Walter-Ulbricht Stadion et le match retour au Rheinstadion. Les deux rencontres sont remportées par la sélection de la RFA (2-0 à Berlin et 2-1 à Düsseldorf).